# György Cziffra

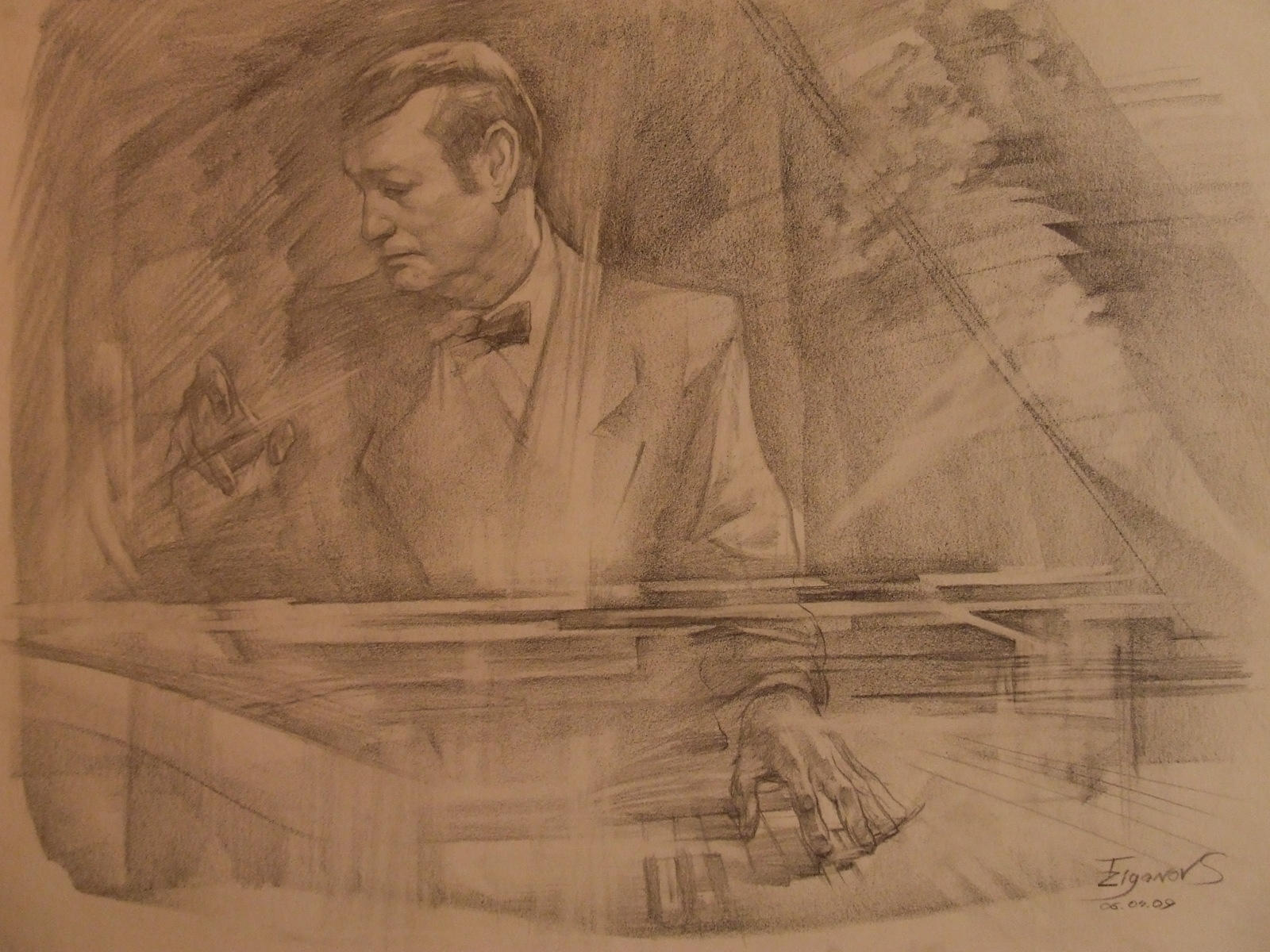
György Cziffra

György Cziffra, senare Georges Cziffra, född 5 november 1921, död den 15 januari 1994, var en ungersk  pianist. Han blev fransk medborgare 1968. 
György Cziffra studerade vid Franz Liszt-akademien för lärarna Ernő Dohnanyi och István Thomán. Han debuterade på Ravinia Festival (Grieg och Liszt konserter med Carl Schuricht) och Carnegie Hall i New York med Thomas Schippers.
I "Kanoner och blommor", hans självbiografi, berättar Cziffra sitt livs historia fram till 1977. Samma år grundade han Cziffra stiftelsen i Senlis, med syfte att hjälpa unga musiker i början av sina karriärer. 
Cziffra är mest känd för sina inspelningar av Franz Liszts verk. Han spelade även in många av Frédéric Chopins kompositioner och av Robert Schumann. Cziffra är också känd för sina ganska krävande transkriptioner av flera orkesterverk för piano - bland dem en av Nikolaj Rimskij-Korsakovs Humlans flykt.